# Vellerat
Vellerat es una comuna suiza del cantón de Jura, localizada en el distrito de Delémont. Limita al norte con la comuna de Châtillon y Courrendlin y al sur con el Roches (BE).

## Ciudad hermanada
- Voeren, Bélgica.